# Xantiosita
La xantiosita és un mineral de la classe dels arsenats. Va ser anomenada així l'any 1869 per Gilbert Joseph Adam, del grec xanthos, groc, i thion, sofre, en al·lusió al seu color groc com el d'aquest element.

## Característiques
La xantiosita és un arsenat de níquel amb fórmula Ni₃(AsO₄)₂. Cristal·litza en el sistema monoclínic, trobant-se de manera habitual en forma pulverulenta, microcristal·lina o en crostes amorfes. La seva duresa a l'escala de Mohs és de 4.
Segons la classificació de Nickel-Strunz, la xantiosita pertany a «08.AB: Fosfats, etc. sense anions addicionals, sense H₂O, amb cations de mida mitjana» juntament amb els següents minerals: farringtonita, ferrisicklerita, heterosita, litiofil·lita, natrofilita, purpurita, sicklerita, simferita, trifilita, karenwebberita, sarcòpsid, chopinita, beusita, graftonita, lammerita, lammerita-β, mcbirneyita, stranskiita, pseudolyonsita i lyonsita.

## Formació i jaciments
És un mineral secundari rar que es troba en dipòsits hidrotermals de níquel, arsènic i urani. Sol trobar-se associada a altres minerals com: bismut, bunsenita, uraninita i aerugita.